# Феодосий (Иващенко)
Епи́скоп Феодо́сий (в миру Евге́ний Серге́евич Ива́щенко; 8 июня 1964, Киев) — епископ Русской православной церкви заграницей с титулом епископ Сиэтлийский, викарий Западно-Американской епархии.

## Биография
Родился 8 июня 1964 в Киеве. Там же провёл детство. Крещение принял в 16 лет в Москве. Окончил среднюю школу. В середине 1980-х годов пел в хорах Крестовоздвиженского храма на Подоле и Покровского храма на Соломенке. Закончив Киевский институт связи, несколько лет работал по специальности.
В 1988 году поступил в числе первых насельников в только что открывшуюся Киево-Печерскую лавру, где в том же году в Дальних Пещерах принял монашество с именем Феодосий. В Лавре выполнял разные послушания, участвовал в открытии нескольких монастырей в Киеве и приходов, относящихся к Лавре. По собственным воспоминаниям «Многому я научился находясь в стенах этой древней обители Святой Руси, одном из уделов Божией Матери. Священнослужители и старцы Лавры, пережившие гонения и закрытие обители, служили живой летописью монастыря. Их рассказы утверждали в вере, а язвы свидетельствовали об их подвигах и недавних временах гонений». В 1989—1992 годы обучался в возрождённой Киевской духовной семинарии. В это время преподавал Закон Божий в средней школе города. Около двух лет служил на приходе в 60 км от Чернобыля.
Уехал на Святую Землю, где нёс послушание в Гефсиманском и в Хевронском монастырях, принадлежавших Русской Зарубежной Церкви. В 1996 году был направлен на служение в Америку. В течение нескольких лет жил в cкиту Воскресения Христова в Миннеаполисе, штат Миннесота.
В 2001 году по приглашению правящего архиерея переехал в Сан-Франциско, где стал настоятелем церкви святителя Тихона Задонского. Кроме того, с 2001 года преподавал в Кирилло-Мефодиевской русской церковной гимназии.
В мае 2006 года в сане игумена был делегатом IV Всезарубежного Собора Русской Православной Церкви Заграницей от Общества святителя Тихона Задонского и монашеского братства св. Игнатия (Брянчанинова). В том же году был возведён в сан архимандрита.
13 мая 2008 года решением Архиерейского собора РПЦЗ архимандриту Феодосию определено было быть епископом Сиэтлийским, викарием Западно-Американской епархии Русской зарубежной церкви. 23 июня 2008 года Священный синод РПЦ утвердил это решение.
6 сентября 2008 года в кафедральном соборе в честь иконы Божией Матери «Всех скорбящих Радость» в Сан-Франциско состоялся чин наречения архимандрита Феодосия (Иващенко) во епископа Сиэтлийского, викария Западно-Американской епархии. Наречение возглавил митрополит Восточно-Американский и Нью-Йоркский Иларион (Капрал).
7 сентября там же была совершена архиерейская хиротония архимандрита Феодосия во епископа Сиэтлийского, викария Западно-Американской епархии. Чин хиротонии совершили митрополит Восточно-Американский и Нью-Йоркский Иларион (Капрал), архиепископ Берлинско-Германский и Великобританский Марк (Арндт), архиепископ Сан-Францисский и Западно-Американский Кирилл (Дмитриев) и Архиепископ Монреальский и Канадский Гавриил (Чемодаков), епископ Женевский и Западно-Европейский Михаил (Донсков), епископ Кливлендский Петр (Лукьянов) и епископ Каракасский Иоанн (Берзинь).
16 августа 2011 решением Архиерейского Синода РПЦЗ включён в состав образованной тогда же рабочей группы «для обсуждения с представителями Московского Патриархата различных вопросов церковной жизни, в том числе и подготовку к празднованию пятилетия восстановления единства внутри Русской Православной Церкви». 11 октября 2011 года Архиерейского Синода РПЦЗ освобождён от участия в данной рабочей группе.
В июне 2016 года во главе паломнической делегации клириков и прихожан Западно-Американской епархии посетил Пантелеимонов монастырь на Афоне
В марте 2018 года в связи с временным удалением на покой архиепископа Кирилла (Дмитриева), назначен временным администратором со всеми полномочиями правящего архиерея.  12 апреля 2018 года архиепископ Кирилл вернулся к управлению епархией.

## Награды
- 8 июня 2014 года «во внимание к Вашему служению» и в связи 50-летием удостоен Патриаршей грамоты[16].
- Почётный диплом Правительственной комиссии по делам соотечественников за рубежом в номинации «Культура» (2016)[17].